# استیسی اوگمن

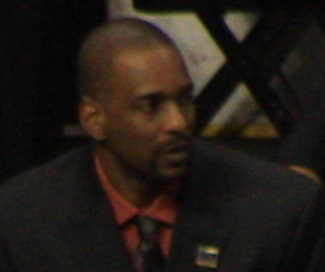
استیسی اوگمن - ۲۰۰۹

استیسی اوگمن (انگلیسی: Stacey Augmon؛ زاده ۱ اوت ۱۹۶۸) یک ورزشکار اهل ایالات متحده آمریکا است.